# جوزيف غالياني
جوزيف سيمون غالياني (بالفرنسية: Joseph Simon Gallieni) قائد عسكري فرنسي (24 أبريل 1849-27 مايو 1916). شارك في بداية الحرب العالمية الأولى.
- خدم غالياني في الحرب الفرنسية البروسية، وتعرض للأسر.
- أصبح القائد الفرنسي العام في السودان الفرنسي (مالي) ما بن عامي 1886 و1888.
- تولى منصب الحاكم العام لمدغشقر ما بين عامي 1896 و1905، وعانى ككثير من الحكام الفرنسيين لمدغشقر من مقاومة أهلها لحكمهم، وقد قال غالياني ما معناه بأن هذه التمرد سببه نزعتهم القتالية (أي ميلهم للقتال)، في حين أن خليفته فكتور أوغانغور (بالفرنسية: Victor Augangeur) بأن سبب ذلك هو الضرائب المتزايدة، ووجهات النظر لمتسلطة لأصحاب المواقع العسكرية، أو المستوطنون المعزولون.
- في بداية الحرب العالمية الأولى صيف عام 1914، شنت القوات الألمانية هجوماً على فرنسا نجح أول الأمر نجاحاً كبيراً، مما حدا بالفرنسيين إلى نقل حكومتهم خارج باريس، وتحويل باريس إلى منطقة عسكرية، وكلف غالياني بقيادة هذه المنطقة. وفي بداية سبتمبر 1914 نصح غالياني جوزيف جوفر القائد الفرنسي العام بإيقاف الانسحاب والاستعداد للهجوم، وقرر جوفر أن يبدأ الهجوم يوم 6 سبتمبر، وقد عرف هذا الهجوم باسم معركة المارن الأولى التي انتهت بانتصار قوات الحلفاء، وكان مساهمة غالياني في هذا النصر كبيرة.

## معرض صور

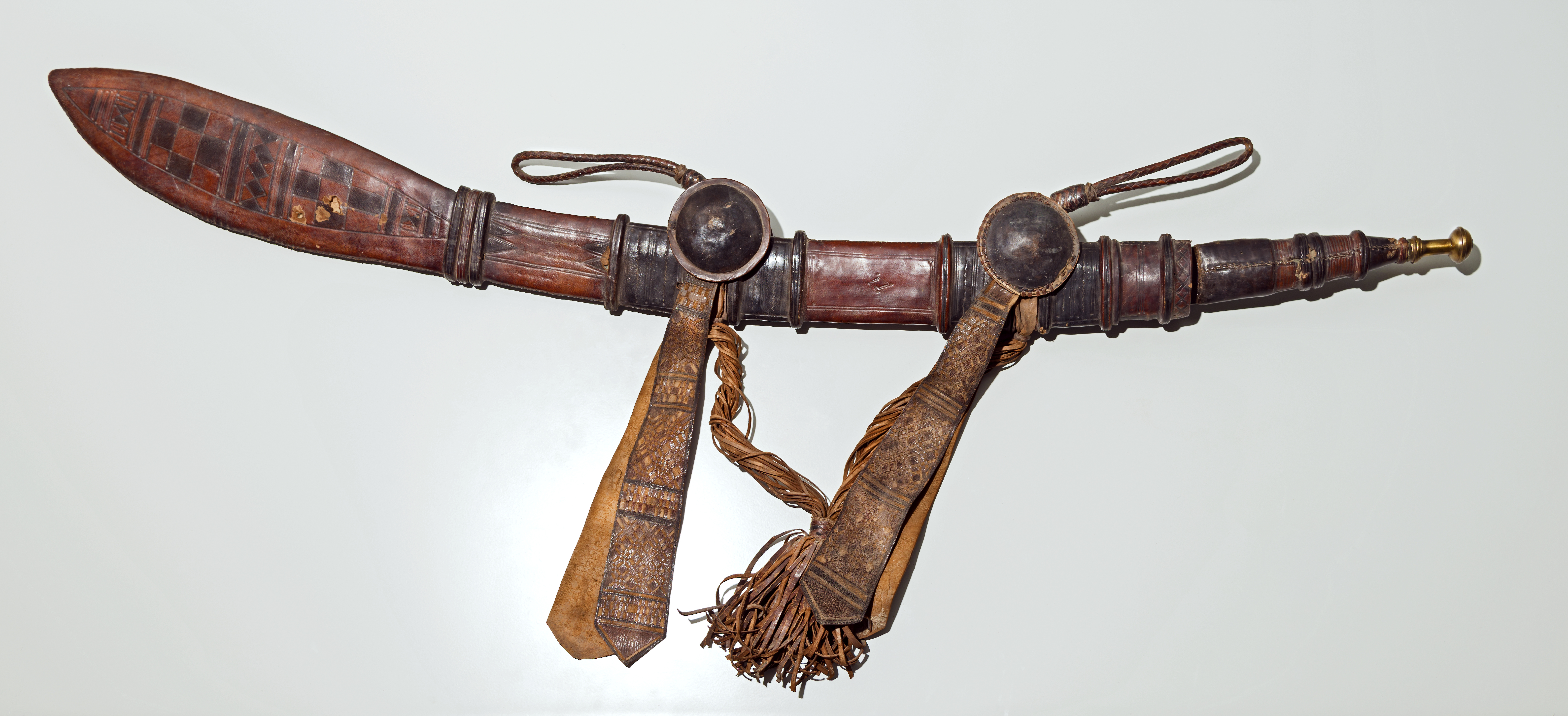
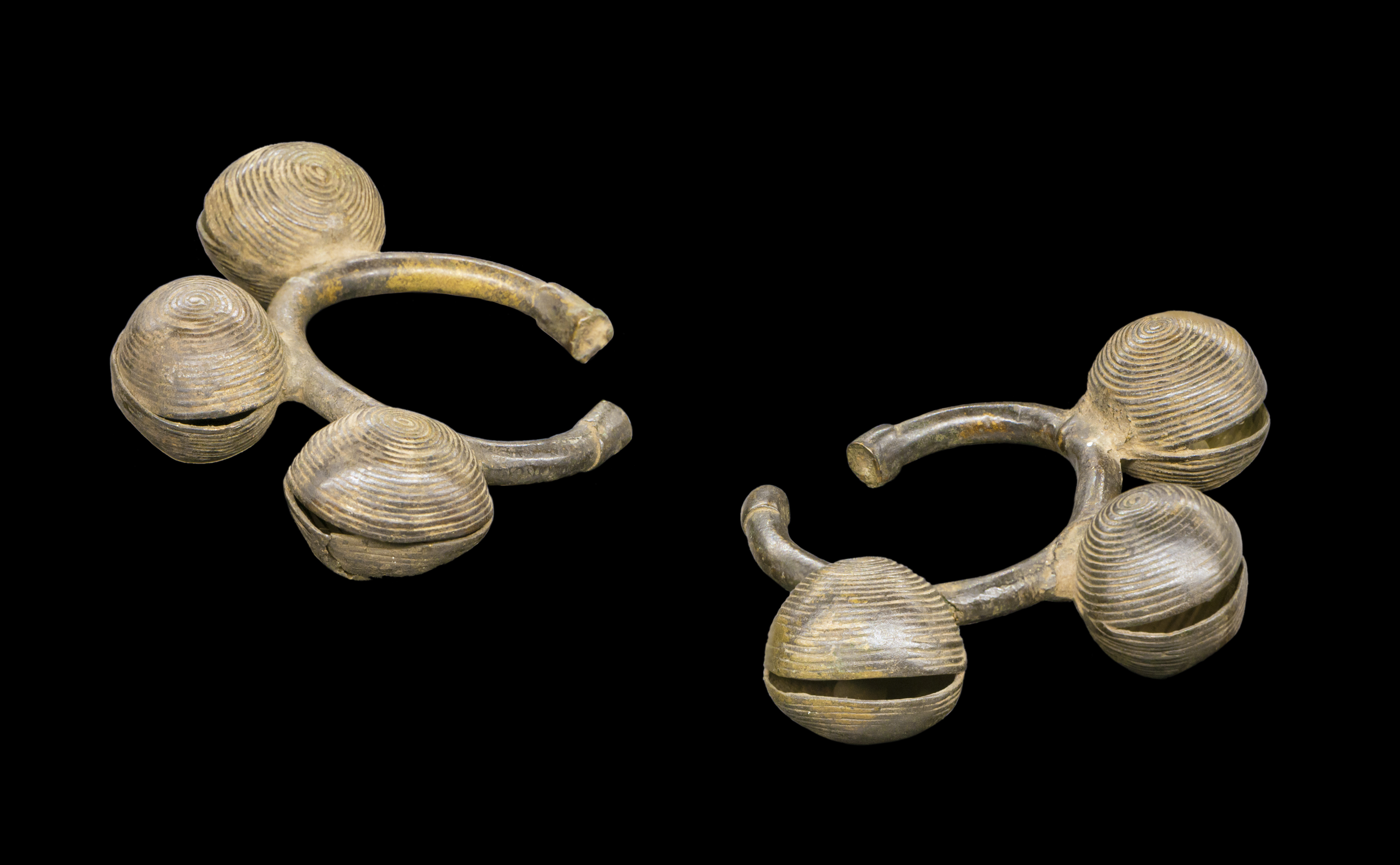
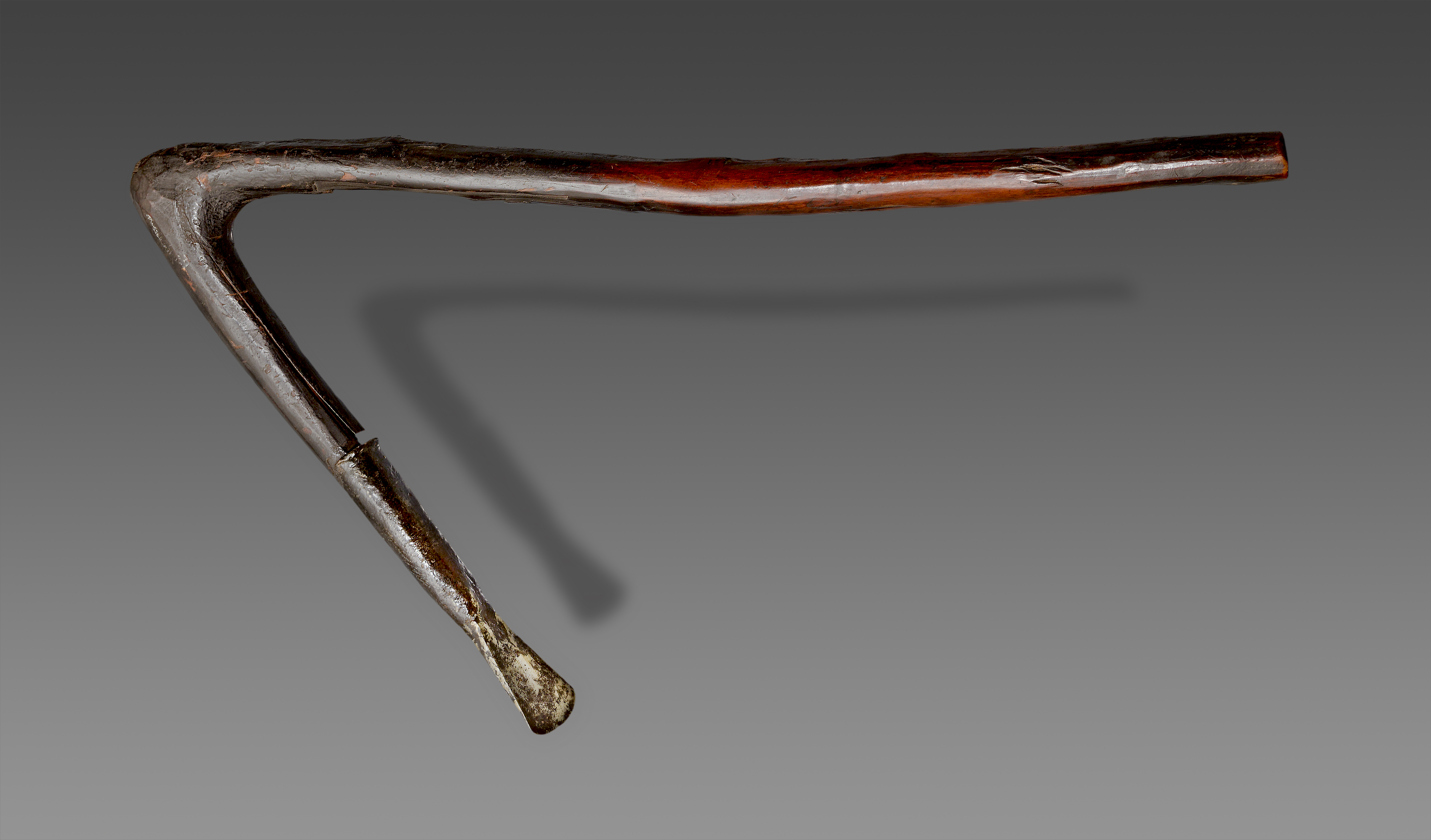
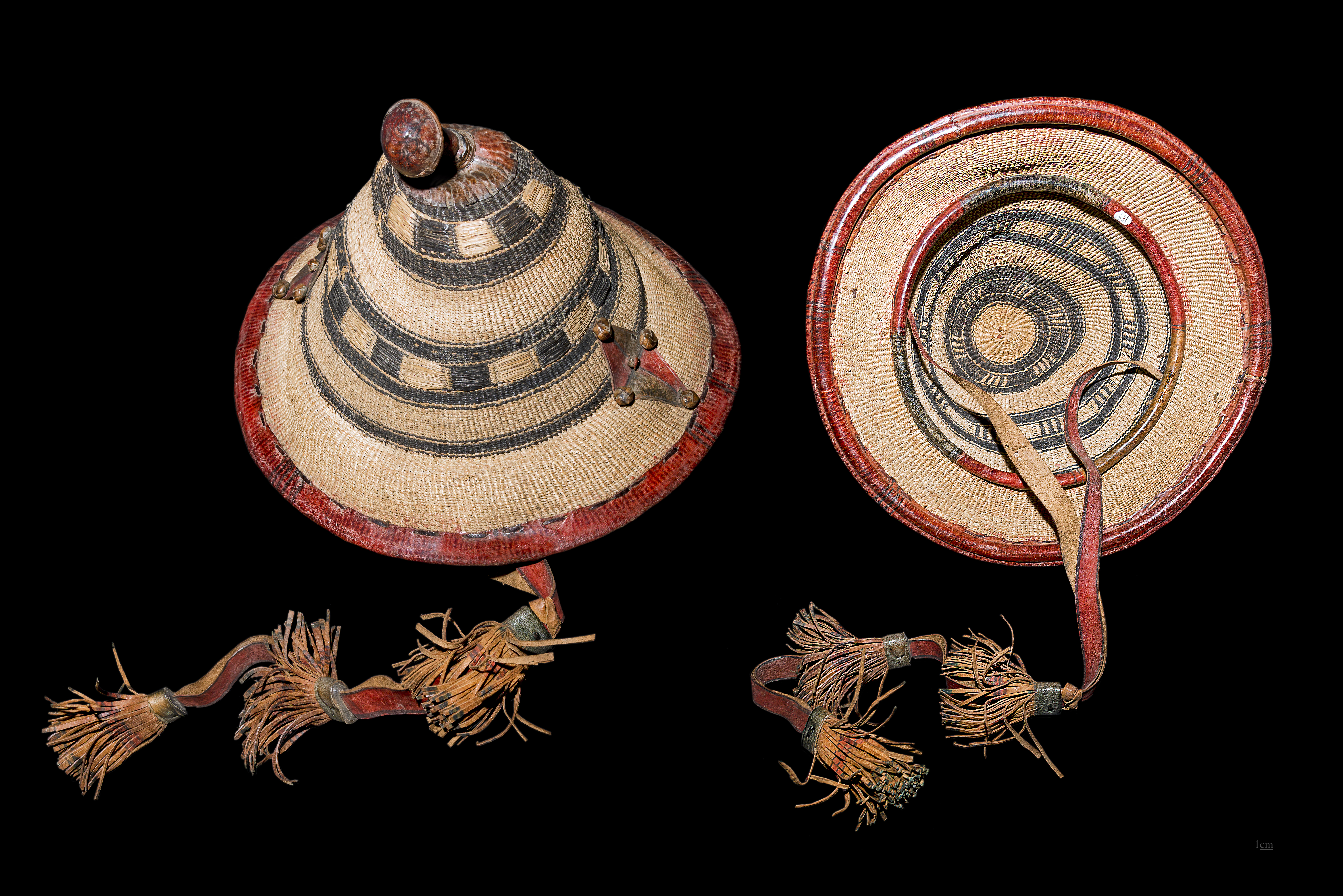
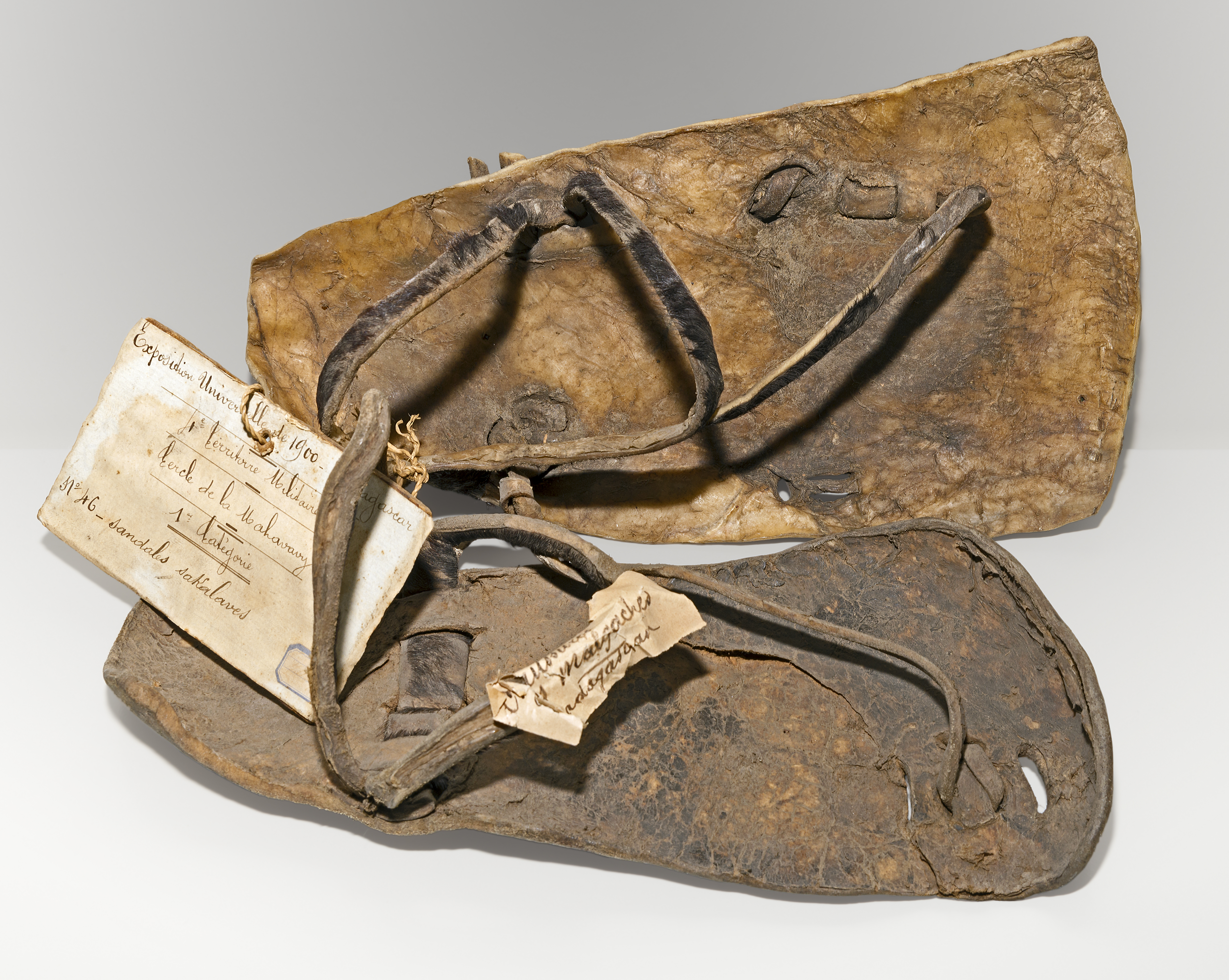

## روابط خارجية
- جوزيف غالياني على موقع الموسوعة البريطانية (الإنجليزية)